# Willem van der Meiden
Willem Jan van der Meiden (Amsterdam, 28 juli 1954) is een Nederlands theoloog, freelance journalist, docent en communicatieadviseur.
Van der Meiden studeerde theologie aan de Rijksuniversiteit Utrecht en de Universiteit van Amsterdam. Hij studeerde in 1989 af op een kerkhistorische scriptie over de fascismeanalyse van theoloog K.H. Miskotte. In 2009 promoveerde hij aan de Vrije Universiteit Amsterdam op een studie over de geschiedenis van de kinderbijbel in Nederland. Van der Meiden was werkzaam bij het instituut Kerk en Wereld in Driebergen, hij was hoofdredacteur van Open Deur, HN-Magazine en andere tijdschriften en werkt vanaf 2002 bij Stek – Stichting voor stad en kerk – in Den Haag. Hij is vaste columnist van het opinieblad VolZin.
Van der Meiden publiceerde twee boeken over de geschiedenis van het instituut Kerk en Wereld en twee bundels met ‘sleutelverhalen’ voor kinderen bij Bijbelse thema’s. Voorts is hij de auteur van de 'relicanon' Beeldenstormers en bruggenbouwers. Hij publiceerde over leven en werk van K.H. Miskotte en is als bestuurslid van de Prof. dr. K.H. Miskotte Stichting betrokken bij de bezorging van diens verzameld werk. Van der Meiden werkte mee aan de eerste Nederlandse vertaling van de Oudsaksische Heliand van de hand van Jaap van Vredendaal (2006), publiceerde over de Heliand en houdt over inculturatie en de Heliand lezingen. Ook over (de geschiedenis van) kinderbijbels hield en houdt Van der Meiden tal van lezingen.

## Persoonlijk
Willem van der Meiden is de oudste zoon van communicatiewetenschapper en theoloog Anne van der Meiden.

## Publicaties (selectie)
- Ver Weg, Meinema 1993
- Geheimschrift- samen met Pia Dirks, NZV/Kwintessens/Mozaïek 2003
- Om de kracht van het weerwoord: de aanhoudende actualiteit van K.H. Miskotte (1894-1976), Narratio 2006
- Beeldenstormers en bruggenbouwers, Canon van de Nederlandse religiegeschiedenis, Meinema 2008
- Christus tussen IJssel en Elbe, Protestantse Pers 2008
- ‘Zoo heerlijk eenvoudig’ (proefschrift),  uitgeverij Verloren Hilversum 2009
- Voor stad en wereld, inspiratiegids - onder redactie van Derk Stegeman, Skandalon 2015

- Gemeinsame Normdatei: 13556218X
- International Standard Name Identifier: 0000 0000 7854 8448
- Virtual International Authority File: 107634899